# Thủy Triều Đỏ (ban nhạc)
Thủy Triều Đỏ là một ban nhạc heavy metal người Việt Nam được thành lập vào năm 1999. Tính đến nay, nhóm đã phát hành hai album lần lượt là Nắng mới (2003) và Sau cơn mưa (2006). Nhóm từng được trang MTV Việt Nam xếp là một trong những ban nhạc rock nổi tiếng nhất Việt Nam.

## Lịch sử hoạt động

### 1999–2007: Thành lập,Nắng mớivàSau cơn mưa
Thủy Triều Đỏ được thành lập vào năm 1999 với tên gọi là Coming Late, chủ yếu cover nhạc của Metallica và Pantera. Ngày 29 tháng 11 năm 2003, Thủy Triều Đỏ cùng một số ban nhạc gồm Bức Tường, Ngọn Lửa Nhỏ, The Light và Automega tham dự Đại hội Rock Việt lần I tại Hà Nội; chung cuộc ban nhạc đã giành giải "ban nhạc heavy metal xuất sắc nhất" của sự kiện. Ngày 24 tháng 12 năm 2003, Thủy Triều Đỏ phát hành album đầu tay mang tên Nắng Mới. Ban nhạc là đại diện nhạc rock duy nhất tham gia chương trình Bài hát tôi yêu (2004) rồi tiếp tục tham gia Bài hát Việt (2005) của VTV. Năm 2006, ban nhạc phát hành album thứ hai mang tên Sau cơn mưa. Tháng 4 năm 2007, Thủy Triều Đỏ tham gia tranh tài tại Liên hoan các ban nhạc nhẹ toàn quốc được tổ chức tại thành phố Hồ Chí Minh. Ngày 17 tháng 4 năm 2007, ban nhạc giành được giải tư chung cuộc tại Liên hoan ban nhạc nhẹ toàn quốc cùng với nhóm Khoai Lang Tây. Ngày 12 tháng 5 năm 2007, Thủy Triều Đỏ cùng các ban nhạc Microwave, UnlimiteD và Trần Lập đã trình diễn trong đêm nhạc "Piero Pelu’ Live in Vietnam" tại Triển lãm Giảng Võ, Hà Nội nhân dịp ca sĩ rock người Ý Piero Pelù đến Việt Nam. Ngày 2 và 3 tháng 8 năm 2008, Thủy Triều Đỏ, Ngũ Cung, Final Stage và Re-cycle tham dự lễ hội âm nhạc và nghệ thuật mang tên "Art port '08" tại Triển lãm Giảng Võ, Hà Nội. Thủy Triều Đỏ đã tham gia trình diễn tại chuỗi nhạc hội Rock Storm trong ba mùa liên tiếp (2008, 2009, 2010) do MobiFone tổ chức.

### 2008–nay: Hoạt động rải rác
Tháng 6 năm 2011, Thủy Triều Đỏ cùng Re-cycle và Oringchains có mặt tại ABC Cafe để biểu diễn trong đêm nhạc "Loving You". Ngày 25 tháng 9 năm 2011, Thủy Triều Đỏ, Vinh Xiêm và Cuộc SốngS cùng tham gia nhạc hội rock "Keep Your Passion" diễn ra tại Kandy Land Club, phố Trường Chinh, Hà Nội. Tháng 10 năm 2011, Thủy Triều Đỏ trình diễn tại đêm nhạc "Be There" ở Hà Nội. Ngày 24 tháng 12 năm 2011 (đúng vào ngày lễ Giáng Sinh), ban nhạc nhận lời tham gia chương trình Câu lạc bộ 2M: Acoustic Rock của VTV6 cùng khách mời là nhạc sĩ Lưu Quang Minh. Ngày 25 tháng 3 năm 2012, Thủy Triều Đỏ trình diễn tại sân khấu ngoài trời của Học viện Kỹ thuật Quân sự. Tháng 10 năm 2013, Thủy Triều Đỏ công bố đội hình mới gồm: Thành Nam hát chính (lúc ấy là sinh viện trường Đại học Ngoại Thương, thay thế Anh Tuấn), Công Thành chơi trống, còn lại vẫn giữ nguyên. Ngày 17 tháng 11 năm 2013, ban nhạc và Oringchains tham dự đêm nhạc rock giao lưu Việt-Nhật mang tên "Go! Go! Japan! 2013" với các ban nhạc Nhật Okamoto's, The Ton-up Motors và Ryukyudisko diễn ra tại Trung tâm Triển lãm Vân Hồ, Hà Nội. Thủy Triều Đỏ tiếp tục có mặt ở chuỗi nhạc hội Rock Storm với đêm diễn cuối tại sân vận động Mỹ Đình, Hà Nội vào ngày 11 tháng 1 năm 2014.
Ngày 13 tháng 11 năm 2022, Thủy Triều Đỏ và Ngũ Cung biểu diễn tại "Lễ hội thiết kế sáng tạo 2022" diễn ra ở phố đi bộ Hà Nội. Tối ngày 24 tháng 9 năm 2023, nhân kỷ niệm 25 thành lập, Thủy Triều Đỏ đã biểu diễn các bài hát "Hai người lính", "Thời gian", "Cánh thư cuối cùng"... bên cạnh sự xuất hiện của Ngũ Cung, Gạt Tàn Đầy và Băng K300.

## Di sản
Thủy Triều Đỏ được xem là một trong những đại diện tiêu biểu của nhạc rock tại Việt Nam vào thời điểm dòng nhạc này thịnh hành ở nước này từ thập niên 1990 đến thập niên 2000. Nhóm từng được trang MTV Việt Nam chọn ở vị trí số 6 trong danh sách "Top 10 ban nhạc rock nổi tiếng Việt Nam". Đánh về album đầu tiên Nắng mới, trang VnExpress viết: "12 tác phẩm trong album đều là những câu chuyện riêng lẻ, có phân đoạn rõ ràng, mỗi đoạn thể hiện một cảm xúc khác nhau. Chẳng hạn, 'Ánh sáng nơi núi rừng', với giai điệu lúc nhẹ nhàng da diết, lúc mạnh mẽ trào dâng, thể hiện lòng biết ơn và sự kính trọng với thầy, cô - những người đã tự nguyện rời xa chốn phồn hoa đô thị để đem ánh sáng kiến thức lên miền núi. Còn hoà tấu 'Đàn dơi' trên nền nhạc u buồn, cùng với hình ảnh săn mồi ban đêm của đàn dơi đã biểu hiện chủ đề: nếu mỗi người không tự nỗ lực vươn lên trong cuộc sống thì sẽ bị chính xã hội đào thải."

## Thành viên

### Hiện tại
- Hiếu Lê[33] – guitar, thủ lĩnh (1999–nay)
- Việt James  – hát chính (2023–nay)
- Lê Cường – guitar, hát bè (2023–nay)
- Bit – trống, bộ gõ (2023–nay)
- Tuấn Gold  – bass (2023–nay)

### Cũ
- Công Thành – trống

- Hoàng Long – drum
- Phương L.A - hát
- Toàn K300 - guitar
- Hiếu Orion - guitar
- Cương - keyboard
- Hoàng Long - bass
- Minh Tuấn  – bass
- Xuân Tùng – guitar
- Quốc Khánh - guitar
- Tuấn xù mì – hát
- Thành Nam – hát (2013–2022)

## Danh sách đĩa nhạc
- Nắng mới (2003)
- Sau cơn mưa (2006)